# 대한농수산물수출사업단
대한농수산물수출사업단은 농림수산물 가공식품 수출촉진에 기여할 목적으로 1997년 3월 20일 설립된 대한민국 농림축산식품부 소관의 사단법인이다. 사무실은 전라남도 여수시 월하동 584-1에 있다.